# Aleksandar Alagović
Aleksandar Alagović (ur. 30 grudnia 1760 w Malženicach, zm. 18 marca 1837 w Zagrzebiu) – chorwacki duchowny rzymskokatolicki, biskup zagrzebski.

## Biografia
Pochodził z chorwackiej rodziny szlacheckiej ze Slawonii, która zbiegła na Słowację przed Turkami. Studiował filozofię w Nitrze oraz teologię w Peszcie i w Pożoniu. 26 maja 1783 otrzymał święcenia diakonatu, a 27 grudnia 1784 prezbiteriatu. W 1788 był dyrektorem seminarium w Peszcie. W tym samym roku został sekretarzem biskupa Nitry Antona II de Révaja. Od 1790 profesor teologii w Nitrze. Po 1792 został proboszczem w Pożoniu. Od 1809 dyrektor seminarium w Peszcie.
23 października 1829 wybrany biskupem zagrzebskim przez cesarza Franciszka II Habsburga, co zatwierdził 15 marca 1830 papież Pius VIII. 30 maja 1830 przyjął sakrę biskupią z rąk arcybiskupa kalocskiego Pétera Klobusiczky. Współkonsekratorami byli biskup nitrzański József Vurum oraz biskup Székesfehérváru Pál Mátyás Szutsits.
Na biskupstwie zmodernizował administrację diecezjalną i dbał o poprawę pracy duszpasterskiej. Wspierał chorwackie odrodzenie narodowe będąc wieloletnim mecenasem chorwackich towarzystw muzycznych, literackich i ludowych. Jeden z założycieli Chorwackiego Instytutu Muzycznego. Zbudował seminarium i pałac biskupi.